# Аліфкулова
Аліфкулова (рос. Алифкулова) — присілок у Кунашацькому районі Челябінської області Російської Федерації.
Входить до складу муніципального утворення Ашировське сільське поселення. Населення становить 100 осіб (2010).

## Історія
Від 1930 року належить до Кунашацького району, спочатку в складі Башкирської АРСР, а відтак Челябінської області.
Згідно із законом від 12 листопада 2004 року органом місцевого самоврядування є Ашировське сільське поселення.

## Населення
| 2002 | 2010 |
| ---- | ---- |
| 134  | ↘100 |